# Christian Arnd
Christian Arnd, latinisiert Christianus Arndius, eigentlich Christian Arnoldi (* 2. Juli 1623 in Güstrow; † 23. März 1653 in Rostock) war ein deutscher Theologe und Logiker.

## Leben
Als erster Sohn des Hofpredigers und Superintendenten Samuel Arnoldi und dessen Frau Anna Mertel wurde Christian Arnd am 2. Juli 1623 in Güstrow geboren. Sein Bruder war der Theologe Josua Arnd. Auf Schulen seiner Vaterstadt sowie in Lüneburg vorgebildet, bezog er zum Studium die Universität Rostock. Dieses schloss er im Sommer 1644 mit dem Erhalt des Magister artium ab. Danach führte er seine Studien in den Niederlanden, dann an den Universitäten Straßburg, Wittenberg sowie Leipzig fort. 1649 kehrte er zurück nach Rostock.
Am 15. August des folgenden Jahres stellte die dortige Universität ihn als fürstlichen Logikprofessor als Nachfolger von Caspar Mauritius ein. Nachdem er sich am 9. Juli 1650 verheiratet hatte, starb er am 23. März 1653 in Rostock an Fieber, wobei er die Professur bis zum Schluss innegehalten hatte.

## Werke
- Disputatio Logica Ordinaria de Enunciatione Ejus Que Partibus (Rostock 1651)